# سيمون بلوخ يورغنسن
سيمون بلوخ يورغنسن (بالدنماركية: Simon Bloch Jørgensen)‏ هو لاعب كرة قدم دنماركي في مركز حراسة المرمى، ولد في 1 سبتمبر 1992 في فلنسبورغ في ألمانيا. لعب مع بولدكلوبن فرم.

## وصلات خارجية
- سيمون بلوخ يورغنسن على موقع قاعدة بيانات كرة القدم.إي يو (الإنجليزية)
- سيمون بلوخ يورغنسن على موقع قاعدة بيانات كرة القدم.إي يو (الإنجليزية)
- سيمون بلوخ يورغنسن على موقع Soccerway.com (الإنجليزية)